# Cimitra spinignatha
Cimitra spinignatha är en fjärilsart som beskrevs av László Anthony Gozmány. Cimitra spinignatha ingår i släktet Cimitra och familjen äkta malar. Inga underarter finns listade i Catalogue of Life.